# Ministerio de Asuntos Exteriores (Italia)
El Ministerio de Asuntos Exteriores y Cooperación Internacional (en italiano: Ministero degli affari esteri e della cooperazione internazionale) es el ministerio de Asuntos Exteriores del gobierno de la República de Italia. Es popularmente conocido como Farnesina por su sede en Roma.

## Historia
La primera denominación oficial del Ministerio fue la Secretaría del Estado de Asuntos Exteriores del Reino de Cerdeña. El nombre original se deriva del Estatuto albertino que fundó el Ministerio en 1848. La sede original fue el Palazzo della Consulta en Roma, donde permaneció hasta 1922.
La primera reforma significativa fue bajo la dirección del ministro Carlo Sforza, quien reorganizó el Ministerio en torno a bases territoriales. Sin embargo, este sistema fue posteriormente reemplazado durante el régimen fascista de Benito Mussolini. Durante ese tiempo el Ministerio fue alojado en el Palazzo Chigi. Después de un breve período en Bríndisi durante la Segunda Guerra Mundial, el presidente de gabinete Pietro Badoglio restauró los servicios completos del ministerio con un decreto ministerial el 15 de julio de 1944.
Desde 1959 el Ministerio ha estado en su actual ubicación en el Palazzo della Farnesina, que junto con la Reggia di Caserta es uno de los edificios más grandes de Italia.

## Listado de ministros
| Nombre                                     | Período                                           | Presidente del Consejo                                        |
| ------------------------------------------ | ------------------------------------------------- | ------------------------------------------------------------- |
| Alcide De Gasperi (DC)                     | 14 de julio de 1946 - 18 de octubre de 1946       | Alcide De Gasperi                                             |
| Pietro Nenni (PSI)                         | 18 de octubre de 1946 - 2 de febrero de 1947      | Alcide De Gasperi                                             |
| Carlo Sforza (PRI)                         | 2 de febrero de 1947 - 16 de julio de 1951        | Alcide De Gasperi                                             |
| Alcide De Gasperi (DC)                     | 16 de julio de 1951 - 17 de agosto de 1953        | Alcide De Gasperi                                             |
| Giuseppe Pella (DC)                        | 17 de agosto de 1953 - 18 de enero de 1954        | Giuseppe Pella                                                |
| Attilio Piccioni (DC)                      | 18 de enero de 1954 - 19 de septiembre de 1954    | Amintore Fanfani Mario Scelba                                 |
| Gaetano Martino (PLI)                      | 19 de septiembre de 1954 - 6 de mayo de 1957      | Mario Scelba Antonio Segni                                    |
| Giuseppe Pella (DC)                        | 6 de mayo de 1957 - 25 de marzo de 1960           | Adone Zoli Amintore Fanfani Antonio Segni                     |
| Antonio Segni (DC)                         | 25 de marzo de 1960 - 7 de mayo de 1962           | Fernando Tambroni Amintore Fanfani                            |
| Attilio Piccioni (DC)                      | 7 de mayo de 1962 - 4 de diciembre de 1963        | Amintore Fanfani                                              |
| Giuseppe Saragat (PSDI)                    | 4 de diciembre de 1963 - 28 de diciembre de 1964  | Aldo Moro                                                     |
| Amintore Fanfani (DC)                      | 28 de diciembre de 1964 - 24 de junio de 1968     | Aldo Moro                                                     |
| Giuseppe Medici (DC)                       | 24 de junio de 1968 - 12 de diciembre de 1968     | Giovanni Leone                                                |
| Pietro Nenni (PSI)                         | 12 de diciembre de 1968 - 5 de agosto de 1969     | Mariano Rumor                                                 |
| Aldo Moro (DC)                             | 5 de agosto de 1969 - 23 de noviembre de 1974     | Mariano Rumor Emilio Colombo Giulio Andreotti Mariano Rumor   |
| Mariano Rumor (DC)                         | 23 de noviembre de 1974 - 29 de julio de 1976     | Aldo Moro                                                     |
| Arnaldo Forlani (DC)                       | 29 de julio de 1976 - 4 de agosto de 1979         | Giulio Andreotti                                              |
| Franco Maria Malfatti (DC)                 | 4 de agosto de 1979 - 15 de enero de 1980         | Francesco Cossiga                                             |
| Attilio Ruffini (DC)                       | 15 de enero de 1980 - 4 de abril de 1980          | Francesco Cossiga                                             |
| Emilio Colombo (DC)                        | 4 de abril de 1980 - 4 de agosto de 1983          | Francesco Cossiga Arnaldo Forlani Giovanni Spadolini          |
| Giulio Andreotti (DC)                      | 4 de agosto de 1983 - 22 de julio de 1989         | Bettino Craxi Amintore Fanfani Giovanni Goria Ciriaco De Mita |
| Gianni De Michelis (PSI)                   | 22 de julio de 1989 - 28 de junio de 1992         | Giulio Andreotti                                              |
| Emilio Colombo (DC)                        | 28 de junio de 1992 - 28 de abril de 1993         | Giuliano Amato                                                |
| Beniamino Andreatta (DC)                   | 28 de abril de 1993 - 10 de mayo de 1994          | Carlo Azeglio Ciampi                                          |
| Antonio Martino (FI)                       | 10 de mayo de 1994 - 17 de enero de 1995          | Silvio Berlusconi                                             |
| Susanna Agnelli (Independiente)            | 17 de enero de 1995 - 17 de mayo de 1996          | Lamberto Dini                                                 |
| Lamberto Dini (Independiente)              | 17 de mayo de 1996 - 11 de junio de 2001          | Romano Prodi Massimo D'Alema Giuliano Amato                   |
| Renato Ruggiero (FI)                       | 11 de junio de 2001 - 14 de noviembre de 2002     | Silvio Berlusconi                                             |
| Franco Frattini (FI)                       | 14 de noviembre de 2002 - 18 de noviembre de 2004 | Silvio Berlusconi                                             |
| Gianfranco Fini (AN)                       | 18 de noviembre de 2004 - 17 de mayo de 2006      | Silvio Berlusconi                                             |
| Massimo D'Alema (PD)                       | 17 de mayo de 2006 - 8 de mayo de 2008            | Romano Prodi                                                  |
| Franco Frattini (PdL)                      | 8 de mayo de 2008 - 16 de noviembre de 2011       | Silvio Berlusconi                                             |
| Giulio Terzi di Sant'Agata (Independiente) | 16 de noviembre de 2011 - 28 de abril de 2013     | Mario Monti                                                   |
| Emma Bonino (Independiente)                | 28 de abril de 2013 - 22 de febrero de 2014       | Enrico Letta                                                  |
| Federica Mogherini (PD)                    | 22 de febrero de 2014 - 31 de octubre de 2014     | Matteo Renzi                                                  |
| Paolo Gentiloni (PD)                       | 31 de octubre de 2014 - 12 de diciembre de 2016   | Matteo Renzi                                                  |
| Angelino Alfano (NCD)                      | 12 de diciembre de 2016 - 1 de junio de 2018      | Paolo Gentiloni                                               |
| Enzo Moavero Milanesi (Independiente)      | 1 de junio de 2018 - 4 de septiembre de 2019      | Giuseppe Conte                                                |
| Luigi Di Maio (M5S)                        | 4 de septiembre de 2019 - 22 de octubre de 2022   | Giuseppe Conte Mario Draghi                                   |
| Antonio Tajani (FI)                        | 22 de octubre de 2022 - presente                  | Giorgia Meloni                                                |